# Romulea bulbocodium
Romulea bulbocodium är en irisväxtart som först beskrevs av Carl von Linné, och fick sitt nu gällande namn av Francesco Antonio Sebastiani och Ernesto Mauri. Romulea bulbocodium ingår i släktet Romulea och familjen irisväxter.

## Underarter
Arten delas in i följande underarter:
- R. b. bulbocodium
- R. b. crocea
- R. b. leichtliniana

## Bildgalleri

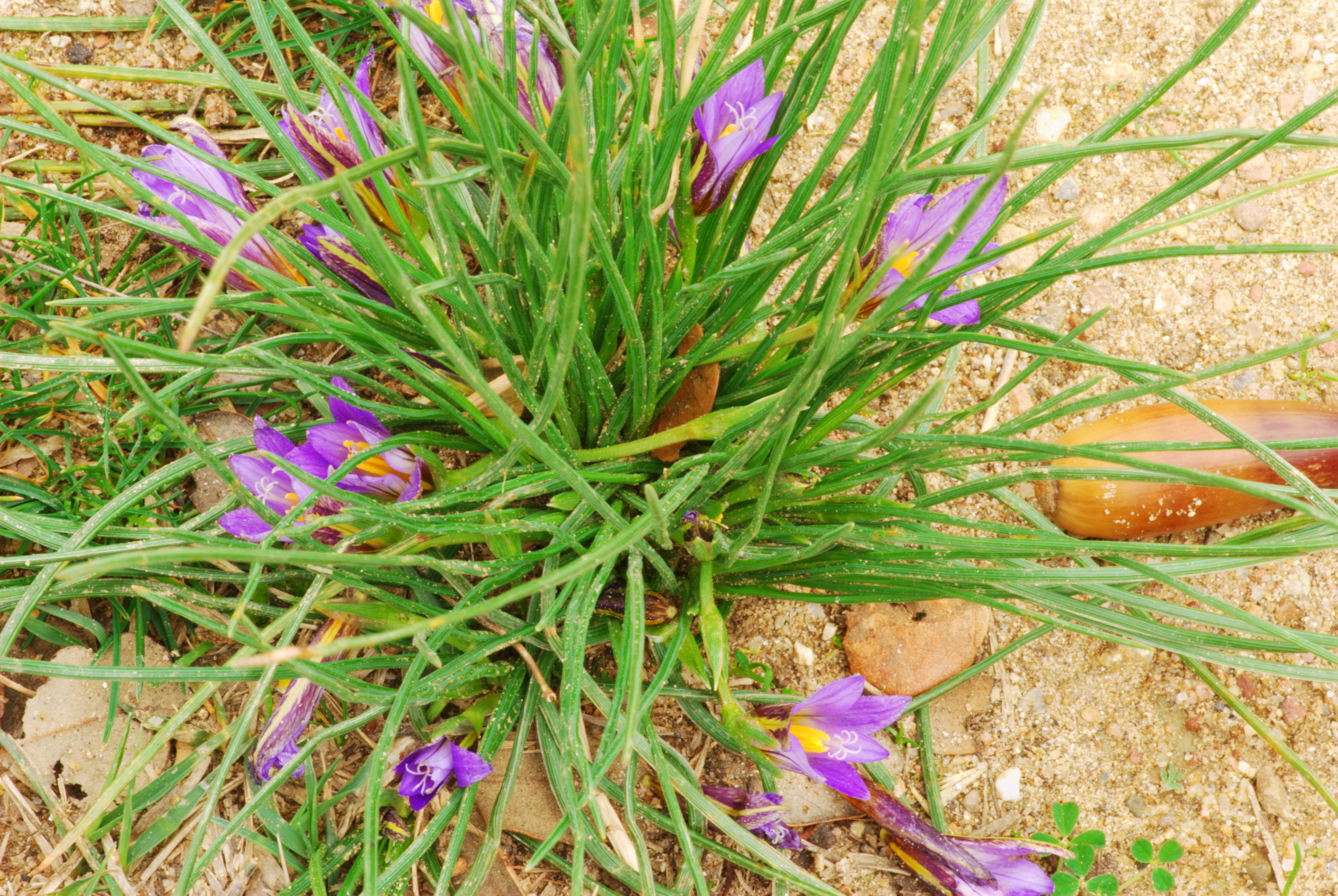
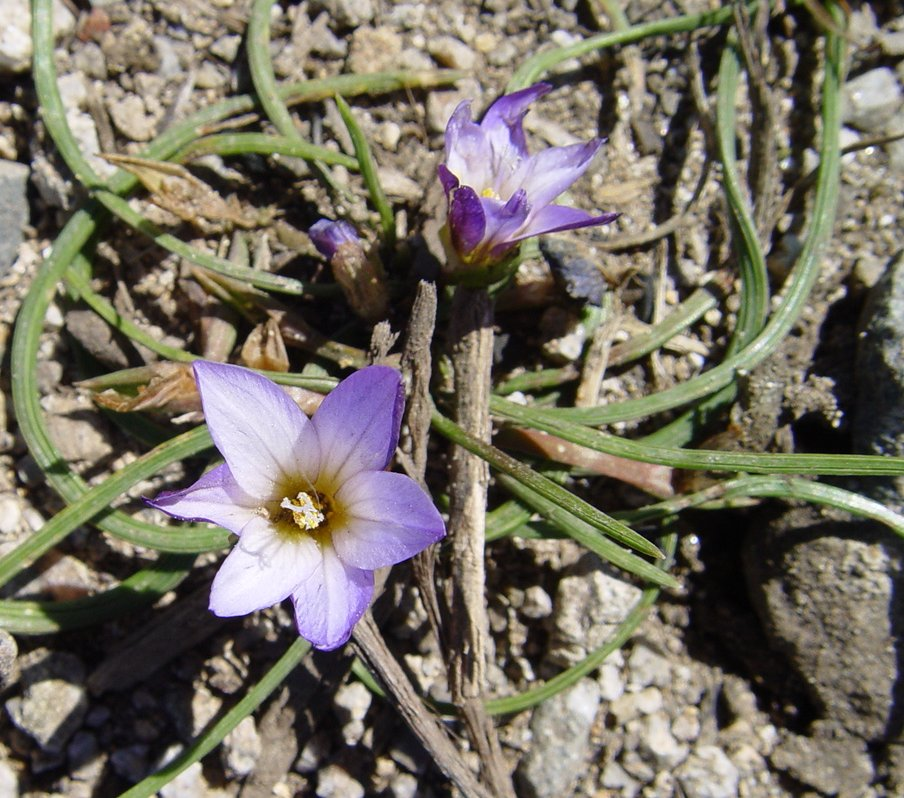
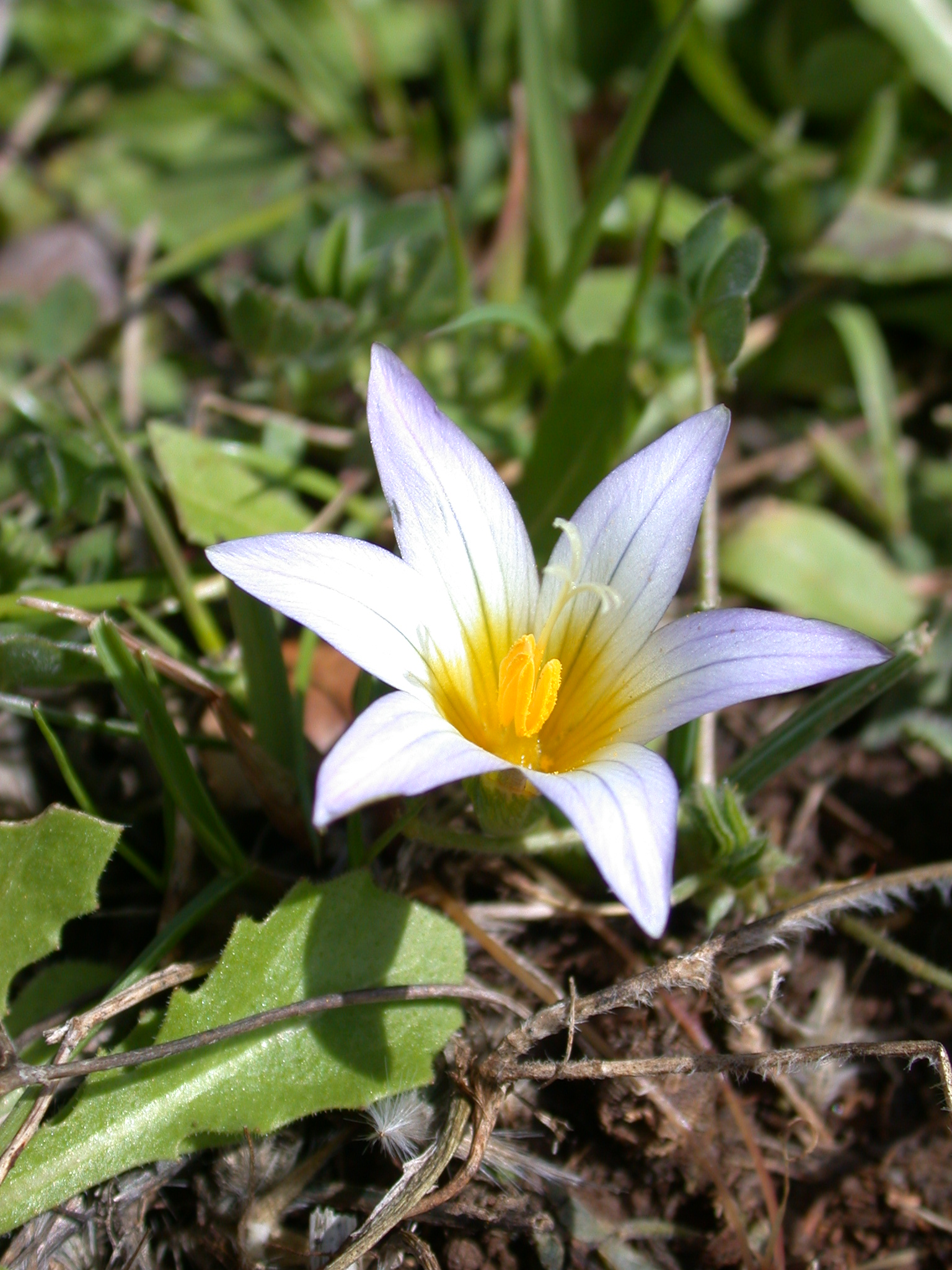